# Cristal de Bohême

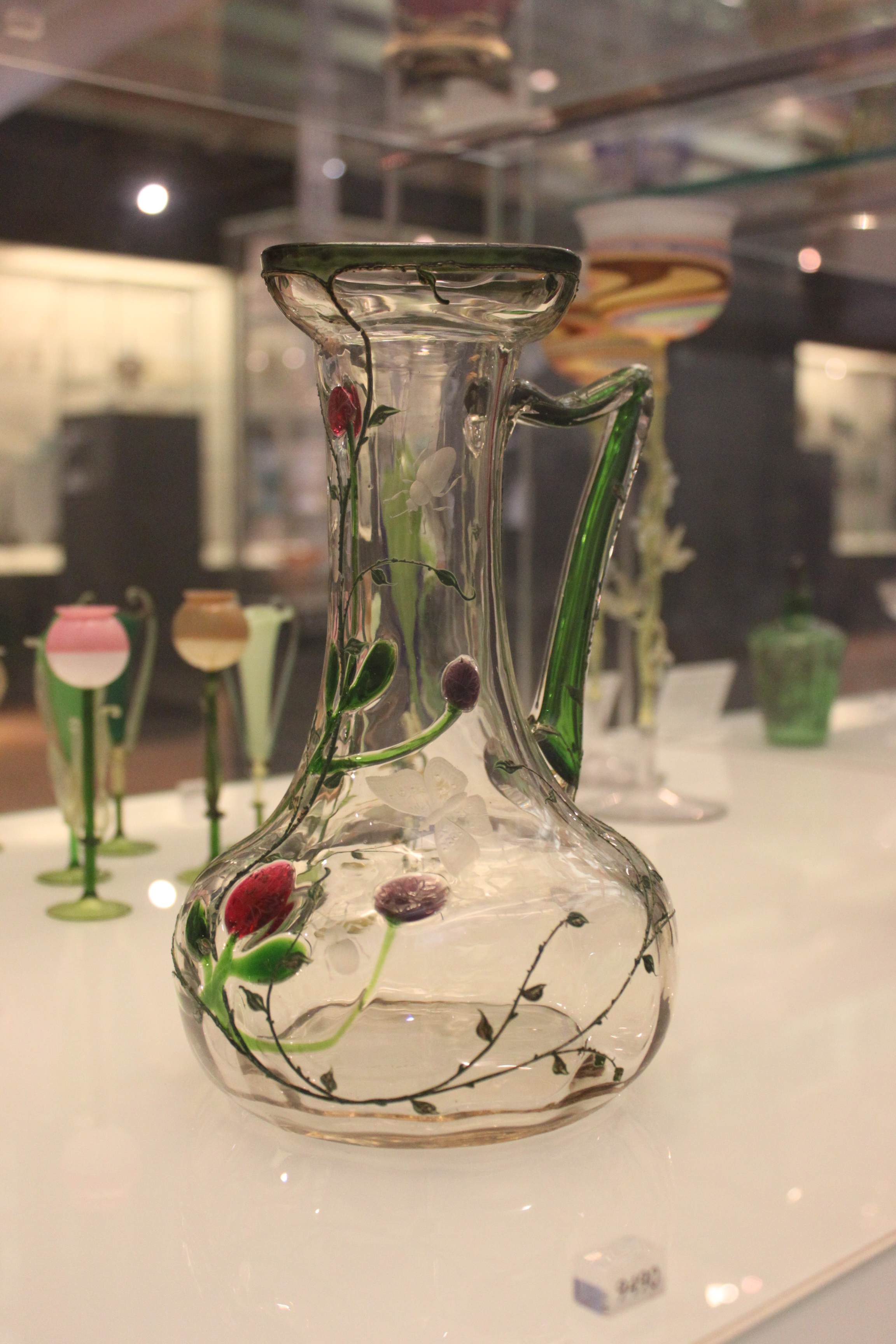
Aiguière en cristal de Bohême fabriquée à Carlsbad vers 1900 (crédit : Victoria and Albert Museum).

Le cristal de Bohême est une variété de verre à l’oxyde de plomb, transparent et clair comme le cristal de roche (synonyme d'un quartz transparent non coloré).

## Historique
C'est au XVIIIe siècle que la Bohême s'illustre dans l'histoire de l'industrie du cristal tant par la création d'un cristal artificiel, que par la qualité de ses ouvriers verriers.
L'appellation "cristal" est cependant plus ancienne puisqu'elle a été utilisée à Venise à la fin du XVe siècle par les verriers vénitiens pour caractériser des objets en verre particulièrement fin et transparent. Ce n’est qu’au XVIIIe siècle que le cristal de Bohême signe la qualité d’un verre dur et éclatant qui supplanta la production vénitienne sur les tables royales .
Des ouvriers verriers de Bohême ont émigré en Europe du Nord-Ouest à cette époque, et ont apporté leur technique et leur savoir-faire. Le cristal de Bohême fut vers la fin du XVIIIe siècle supplanté par le cristal anglais, dont est tirée la formule actuelle du cristal.